# Symbios Logic

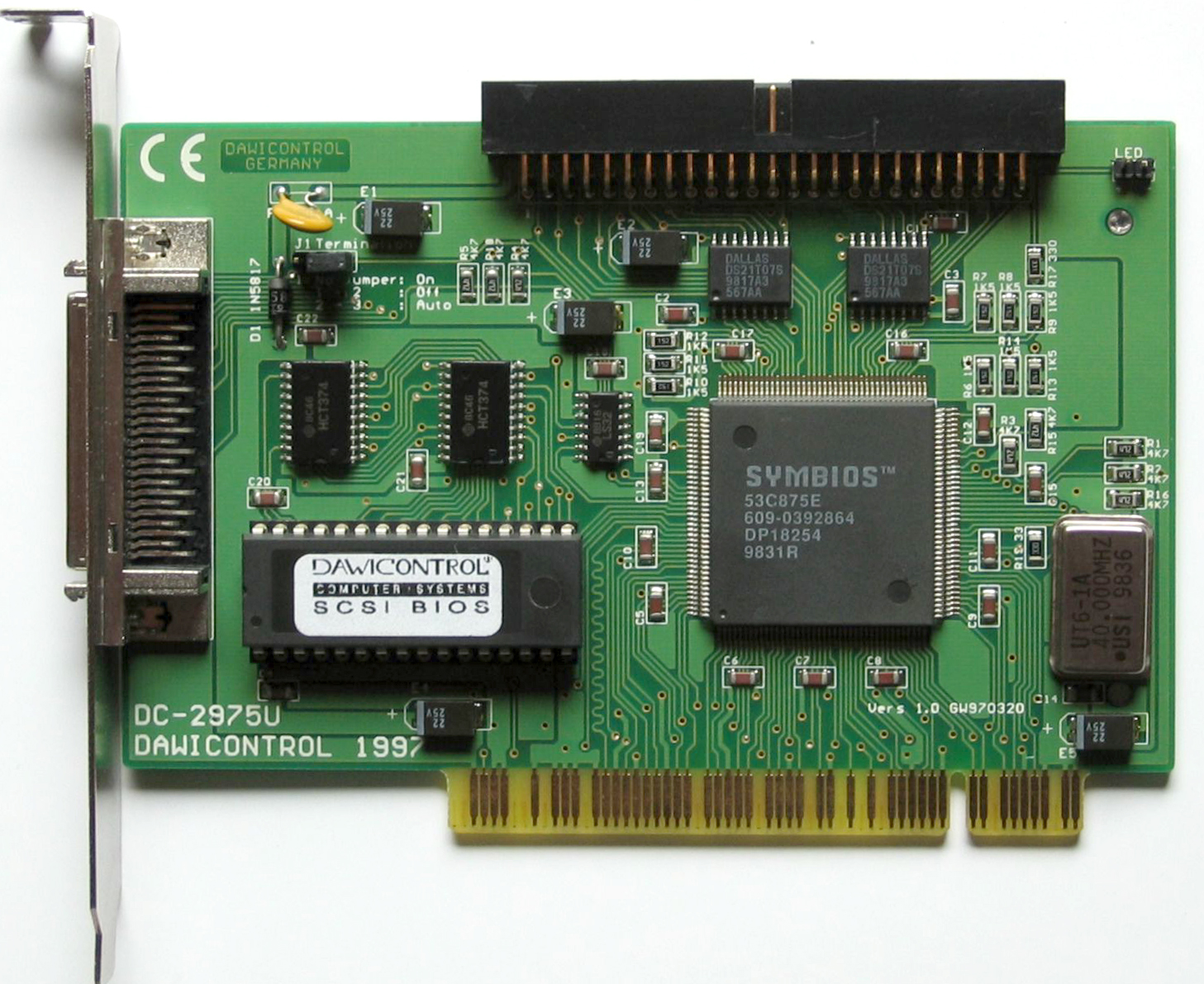
Dawicontrol DC-2975U, adaptador de host SCSI con chipset Symbios

Symbios Logic era un fabricante de chipsets para adaptadores de host SCSI y subsistemas de almacenamiento en disk array. Se creó originalmente como una división de NCR Corporation en 1972, antes de la compra de NCR por AT&T en 1991.  
En 1995, AT&T vendió la división a Hyundai. En 1998 Hyundai vendió Symbios a LSI Logic.